# Ectopatria neuroides
Ectopatria neuroides är en fjärilsart som beskrevs av Swinhoe 1901. Ectopatria neuroides ingår i släktet Ectopatria och familjen nattflyn. Inga underarter finns listade i Catalogue of Life.